# Cantón de Gap-Suroeste
El cantón de Gap-Suroeste era una división administrativa francesa, que estaba situada en el departamento de Altos Alpes y la región de Provenza-Alpes-Costa Azul.

## Composición
El cantón estaba formado por una fracción de la comuna que le daba su nombre:
- Gap (fracción)

## Supresión del cantón de Gap-Suroeste
En aplicación del Decreto n.º 2014-193 de 20 de febrero de 2014, el cantón de Gap-Suroeste fue suprimido el 22 de marzo de 2015 y la fracción de la comuna que le da su nombre, se unió con las demás para que, por medio de una reestructuración cantonal, fueran creados los nuevos cantones de Gap-1, Gap-2, Gap-3  y Gap-4.